# Свинин, Лев Игоревич
Лев Игоревич Свинин (род. 9 октября 2006, Пермь, Россия) — российский профессиональный баскетболист, играющий на позиции тяжёлого форварда.

## Карьера
Родители Льва Свинина болели за пермский «Урал-Грейт». Сам Лев Свинин с детства болел за «Парму».
Выступал за молодежную команду «Пармы». С сезона 2023/24 выступает за основную команду «Пармы».
16 февраля 2025 года Свинин принял участие в конкурсе по броскам сверху на «Матче всех звёзд» Единой лиги ВТБ.

## Сборная России
С 31 мая по 5 июня 2025 года Свинин принял участие в просмотровом сборе сборной России.